# Economía informal

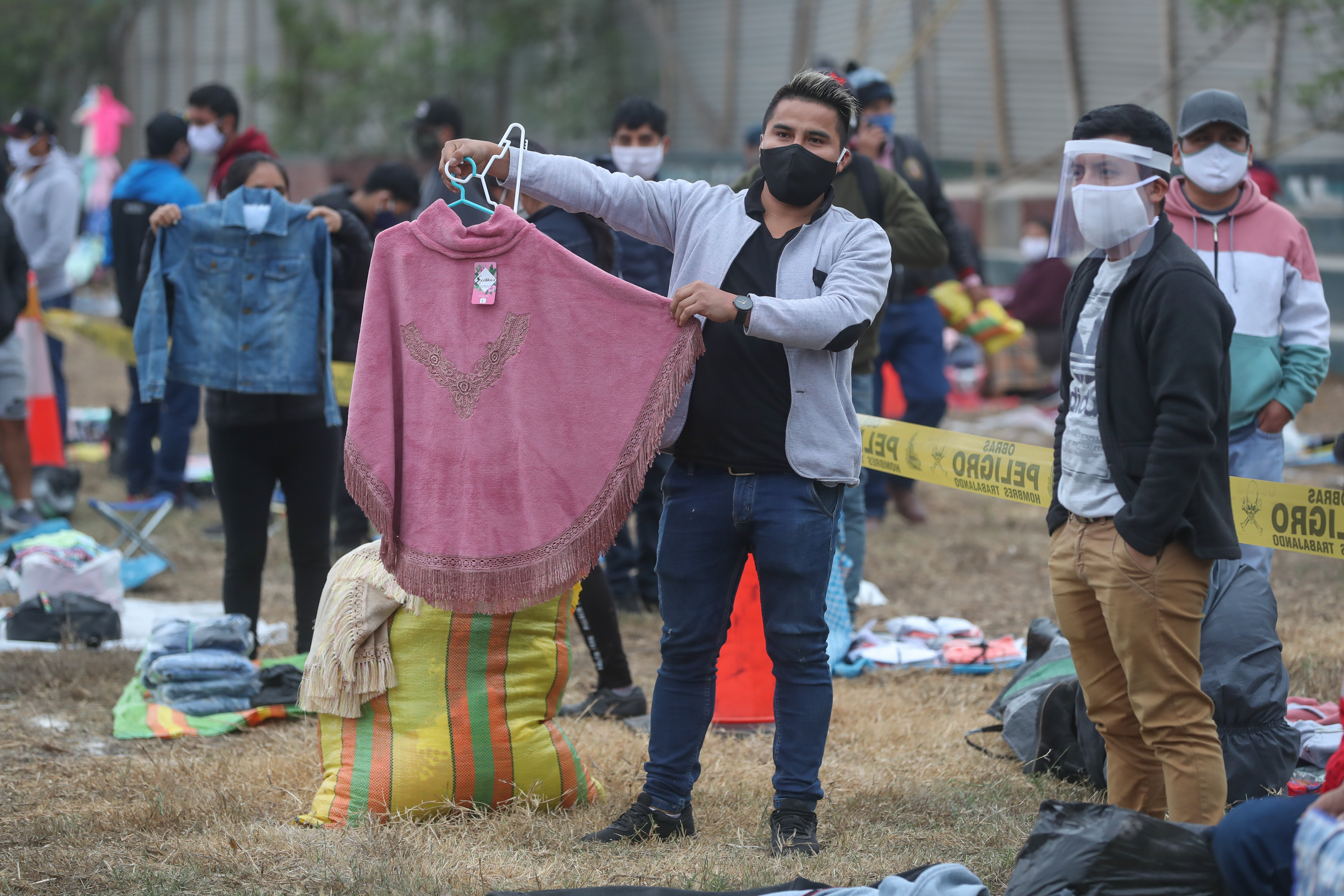
Vendedores ambulantes informales en Lima, Perú

La economía informal o economía irregular es la actividad económica que es invisible al Estado por razones de evasión fiscal o de controles administrativos (por ejemplo, el trabajo doméstico no declarado, la venta ambulante espontánea o la infravaloración del precio escriturado en una compraventa inmobiliaria).
Según la Organización Internacional del Trabajo en el año 2020, alrededor de 2 mil millones de trabajadores, o el 60 por ciento de la población mundial empleada de 15 años o más, trabajan en el sector informal.
En cambio, la economía formal «es la que está dentro de los parámetros reguladores del Estado», es decir, cumple la normativa fiscal, laboral y medioambiental, paga impuestos, ha obtenido adecuadamente las necesarias licencias de actividad, se ha inscrito en los registros correspondientes y abona la seguridad social de sus trabajadores, a los que también ha inscrito.
La economía informal o irregular forma parte de la economía sumergida, al lado de las actividades económicas ilegales (por ejemplo, la facturación falsa o falseada, el tráfico de drogas, el tráfico de armas, la prostitución, el blanqueo de capitales, el crimen organizado y el terrorismo).
La economía sumergida, en la medida en que se transforma en renta nacional y acaba integrada en la demanda agregada, resulta incluida en el dato estadístico del producto interior bruto (PIB), como consecuencia del ajuste de los métodos empleados para estimarlo.
Aunque la economía informal se ha asociado frecuentemente a países en desarrollo y economías emergentes, todos los sistemas económicos, sin excepción, participan de ella.
El daño económico que causa la economía informal al fisco no se limita a los impuestos no recaudados, sino que se extiende al pago indebido de subvenciones, subsidios (por ejemplo el subsidio de desempleo que se le da a una persona que consta como parada, pero que en realidad tiene un empleo informal a tiempo completo) o pensiones.
Asimismo, la economía informal constituye uno de los supuestos más dañinos de competencia desleal entre los agentes económicos.
La economía sumergida en España representaba, en 2008, más del 23 % del PIB,

lo que equivaldría a 240 000 millones de euros.

## Causas

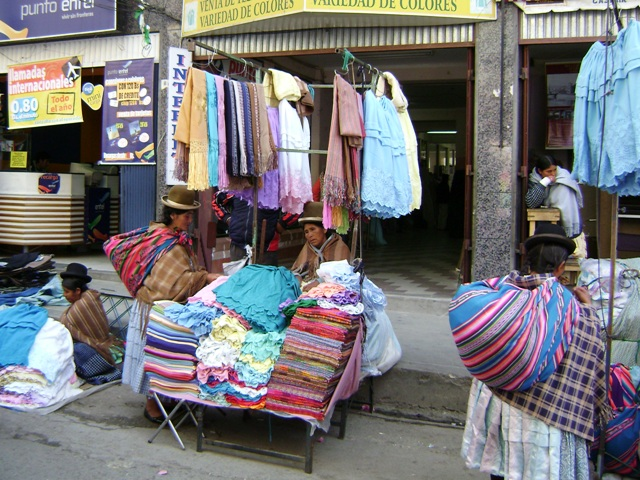
Cotidianidad del mercado informal en las calles de Bolivia.

De acuerdo con la Organización Internacional del Trabajo (OIT), «La causa esencial de la informalidad es la incapacidad para crear suficientes puestos de trabajo en la economía formal».
En cambio, la OIT sí señala como obstáculos:
- la corrupción política
- las deficientes infraestructuras
- la falta de confianza y seguridad al gobierno
- la falta de acceso a los mercados
- la falta de financiación de los trabajadores autónomos
- la debilidad de las administraciones del trabajo y, en particular, de la inspección del trabajo
- regulación y burocracia excesiva

Las causas de la informalidad son múltiples y, en su mayoría, no guardan relación con la legalidad. Por ello, sería ineficaz proceder a la formalización únicamente mediante una reforma legislativa.
En otro documento, Principales causas de la economía informal y algunas soluciones, la OIT divide las causas en:
- vía expulsión: no se pueden o no se quieren pagar los mayores gastos que supone la formalidad.
- vía exclusión: percepción de que los servicios percibidos no compensan los pagos efectuados.

Muchos jóvenes en países en desarrollo poseen empleos de baja calidad, con un escaso potencial de desarrollo profesional y poca posibilidad de contribuir a sus economías. Esto es particularmente problemático, dada la continua y significativa brecha en la productividad laboral que existe entre las regiones en vías de desarrollo y las ya desarrolladas. La enseñanza y formación técnica y profesional (EFTP) constituye un medio para brindar mayores oportunidades a los jóvenes marginados, mejorando sus resultados de empleabilidad. 
Una revisión de 26 estudios realizados en Latinoamérica, el Caribe, Europa, Asia, y África subsahariana, utilizando participantes con edades entre 15 y 24 años, concluyó que las intervenciones de EFTP, en general, tienen un efecto pequeño, pero positivo, sobre la empleabilidad y el empleo de los jóvenes. Asimismo, no se halló ningún modelo específico de intervención que fuera mejor que otros. Estos resultados, sin embargo, impiden sacar conclusiones sólidas, debido a limitaciones tanto en los estudios como en la revisión misma. Por ello, es necesario que más intervenciones de EFTP sean evaluadas, y sus resultados difundidos de forma eficiente.

## Consecuencias
- Aumento de la criminalidad
- Bajos salarios[11]
- Baja productividad[12][13]
- Viviendas y construcciones vulnerables a desastres naturales
- Bajos ingresos del Estado,[14] por lo que queda sin recursos para proporcionar servicios como educación o sanidad
- Falta de atención médica[11] y de pensiones[15] para los trabajadores
- Mayor índice de enfermedades de los trabajadores, ya sea por las condiciones laborales insalubres, el estrés o la pobreza[16]
- Riesgo de despido del trabajador informal sin indemnización y sin derecho al subsidio de desempleo[17]
- Menos formación de los trabajadores, porque proporcionar formación a sus empleados beneficia a la empresa a largo plazo, mientras que las empresas informales tienen un horizonte de corto plazo[18]
- Dificultad de la empresa informal para acceder a financiación privada o ayudas públicas[13]
- Competencia desleal[5] a los trabajadores y empresarios de la economía formal, que ven mermados sus ingresos, en ocasiones hasta tal punto que no tienen más remedio que pasarse a la informalidad.

## Criminalización de la economía informal en regiones fronterizas de América del Sur
En determinadas regiones fronterizas de América del Sur, las actividades económicas informales —como el comercio ambulante o de bienes de segunda mano— no solo enfrentan restricciones legales, sino que son objeto de procesos de criminalización institucional y social. En un estudio comparativo de la Triple Frontera del Paraná (Brasil, Paraguay y Argentina) y la Triple Frontera Sur Andina (Perú, Chile y Bolivia), el investigador Ricardo Jiménez Palacios analizó cómo las políticas de reestructuración económica en estos territorios han promovido ciertas actividades productivas mientras marginan otras consideradas informales o de subsistencia. Según este estudio, la criminalización de la economía informal no se limita a sanciones legales (como decomisos, restricciones aduaneras o prohibiciones), sino que incluye también prácticas de control informal como el desplazamiento urbano, discursos estigmatizantes o acoso institucional. En ciudades como Tacna (Perú), la prohibición de la importación de ropa y calzado de segundo uso derivó en la persecución y desalojo de comerciantes locales, a pesar de la función económica y social de estas actividades. El análisis enmarca estas dinámicas dentro del concepto de "sociedades de control", caracterizadas por mecanismos de gestión poblacional que buscan adaptar las fronteras a los intereses de la integración económica regional.

## Lucha contra la economía informal
En el lenguaje económico se conoce como formalización (laboral o empresarial) la transición de un trabajador o de una empresa de la economía informal a la formal. Las políticas que pretenden conseguir o acelerar esta transición se denominan "políticas de formalización". La formalización de una empresa requiere que se inscriba en el correspondiente registro y se ponga a cumplir sus obligaciones fiscales y laborales. La formalización de un trabajador requiere, a su vez, que se inscriba (normalmente en un registro diferente; según los países y sectores esta inscripción puede realizarse por el propio trabajador, o bien por su empresario) y se ponga a cotizar al sistema de seguridad social.
También se conoce como formalización (urbana) la transformación de asentamientos informales (barrios de chabolas, favelas, ranchitos) en espacios integrados dentro del tejido urbano, con suministro eléctrico, agua, alcantarillado, accesos asfaltados, inclusión de las propiedades en el catastro de la ciudad y de sus habitantes en el censo.
Para estos procesos se suele también emplear el término "regularización" (regularización de trabajadores, regularización de asentamientos). Sin embargo es frecuente emplear "regularización" para designar el proceso por el que los inmigrantes irregulares llegan a ser ciudadanos de pleno derecho del país al que han arribado.
Se considera que superar la informalidad (y por tanto conseguir la formalización) es el principal reto en desarrollo para todo el mundo y también una cuestión esencial para la cohesión social y el logro de la paz. La informalidad reduce los ingresos del Estado y de los trabajadores, y se encuentra entre los factores originarios de la trampa de la pobreza. En lo referente a los trabajadores constituye la tercera parte del objetivo de desarrollo sostenible n.º 8: «Promover el crecimiento económico sostenido, inclusivo y sostenible, el empleo pleno y productivo y el trabajo decente para todos». En lo referente a los asentamientos está directamente relacionado con el objetivo n.º 11: «Lograr que las ciudades y los asentamientos humanos sean inclusivos, seguros, resilientes y sostenibles».

## Estadística
La economía informal bajo cualquier sistema de gobierno es diversa e incluye miembros ocasionales de pequeña escala (a menudo vendedores ambulantes y recicladores de basura), así como empresas más grandes y regulares (incluidos sistemas de tránsito como el de Lima, Perú). Las economías informales incluyen a los trabajadores de la confección que trabajan desde sus hogares, así como al personal empleado informalmente en las empresas formales. Los empleados que trabajan en el sector informal se pueden clasificar como trabajadores asalariados, trabajadores no asalariados o una combinación de ambos.
Las estadísticas sobre la economía informal no son fiables por la propia naturaleza de su objeto, pero pueden proporcionar una imagen tentativa de su relevancia. Por ejemplo, el empleo informal representa el 58,7 % del empleo no agrícola en Medio Oriente - Norte de África -, 64,6 % en América Latina, 79,4 % en Asia y 80,4 % en África subsahariana. Si se incluye el empleo agrícola, los porcentajes aumentan más allá del 90 % en algunos países como India y muchos países del África subsahariana. Las estimaciones para los países desarrollados son de alrededor del 15 %. En encuestas recientes, la economía informal en muchas regiones ha disminuido en los últimos 20 años hasta 2014. En África, la participación de la economía informal ha disminuido a una estimación de alrededor del 40 % de la economía.
En los países en desarrollo, la mayor parte del trabajo informal, alrededor del 70 %, es por cuenta propia.  La economía informal es una mayor fuente de empleo para los hombres (63,0 % de la población activa) que para las mujeres (58,1 %). De los 2 000 millones de empleados informales en el mundo, en 2018, poco más de 740 millones son mujeres.
El problema del desarrollo en Latinoamérica se encuentra fuertemente vinculado con los niveles de empleo informal. Entender la naturaleza de la informalidad es crucial para promover el desarrollo, dada sus implicaciones sobre factores como la productividad o la acumulación de habilidades. Por ello, se ha desarrollado un proyecto que explora el papel de los costos pecuniarios de solicitar una matrícula de comercio, las percepciones en cuanto a los beneficios potenciales de la formalidad, las sanciones por operar sin los instrumentos legales existentes, y la información sobre las instituciones jurídicas existentes para formalizarse.
Un estudio experimental que contó con una muestra de 1046 microempresarios de Bolivia, no inscritos en FUNDAEMPRESA para 2012, concluyó que ofrecer información sobre potenciales beneficios de formalizarse, régimen tributario, sanciones e instituciones a las cuales acudir, incide positivamente en la tenencia de instrumentos de formalización. Asimismo, un descuento del 50% sobre el costo de adquirir la matrícula no incrementa de manera significativa la obtención del instrumento. Por último, los impuestos dependientes del tamaño de las empresas podrían distorsionar algunas decisiones de aquellos establecimientos cuyos niveles de capital o ventas, por ejemplo, se encuentren alrededor de los umbrales definidos por las políticas.

## Informalidad laboral por país
| País                           | Informalidad laboral | Año  |
| ------------------------------ | -------------------- | ---- |
| Afganistán                     | 81.70%               | 2022 |
| Albania                        | 52.80%               | 2022 |
| Alemania                       | 8.70%                | 2022 |
| Andorra                        | N/A                  | 2022 |
| Angola                         | 64.80%               | 2022 |
| Antigua y Barbuda              | N/A                  | 2022 |
| Argelia                        | 31%                  | 2022 |
| Argentina                      | 27.60%               | 2022 |
| Armenia                        | 62.50%               | 2022 |
| Aruba                          | N/A                  | 2022 |
| Australia                      | 15.90%               | 2022 |
| Austria                        | 12.70%               | 2022 |
| Azerbaiyán                     | 67.10%               | 2022 |
| Bahamas                        | 16.70%               | 2022 |
| Baréin                         | 2.70%                | 2022 |
| Bangladés                      | 58.10%               | 2022 |
| Barbados                       | 20.50%               | 2022 |
| Bélgica                        | 15.10%               | 2022 |
| Belice                         | 32.60%               | 2022 |
| Benín                          | 78.60%               | 2022 |
| Bermudas                       | N/A                  | 2022 |
| Bielorrusia                    | 4.70%                | 2022 |
| Bolivia                        | 68.80%               | 2022 |
| Bosnia y Hercegovina           | 24.80%               | 2022 |
| Botsuana                       | 30.90%               | 2022 |
| Brasil                         | 32.10%               | 2022 |
| Brunéi Darussalam              | 7.90%                | 2022 |
| Bulgaria                       | 11.10%               | 2022 |
| Burkina Faso                   | 85.60%               | 2022 |
| Burundi                        | 84.80%               | 2022 |
| Bután                          | 71.20%               | 2022 |
| Cabo Verde                     | 39.20%               | 2022 |
| Camboya                        | 52.30%               | 2022 |
| Camerún                        | 75%                  | 2022 |
| Canadá                         | 13.60%               | 2022 |
| Chad                           | 90.90%               | 2022 |
| Chequia                        | 16%                  | 2022 |
| Chile                          | 24.60%               | 2022 |
| China                          | 45.80%               | 2022 |
| Chipre                         | 10.90%               | 2022 |
| Cisjordania y Gaza             | 23.80%               | 2022 |
| Colombia                       | 47.10%               | 2022 |
| Comoras                        | 57%                  | 2022 |
| Congo, Rep.                    | 75.80%               | 2022 |
| Congo, Rep. Dem.               | 86.40%               | 2022 |
| Corea, Rep.                    | 23.50%               | 2022 |
| Corea, Rep. Popular Dem.       | 83%                  | 2022 |
| Costa de Marfil                | 74%                  | 2022 |
| Costa Rica                     | 27.40%               | 2022 |
| Croacia                        | 13.50%               | 2022 |
| Cuba                           | 25.90%               | 2022 |
| Curaçao                        | N/A                  | 2022 |
| Dinamarca                      | 8.60%                | 2022 |
| Dominica                       | N/A                  | 2022 |
| Ecuador                        | 53.30%               | 2022 |
| Egipto                         | 27.40%               | 2022 |
| El Salvador                    | 36.50%               | 2022 |
| Emiratos Árabes Unidos         | 4.50%                | 2022 |
| Eritrea                        | 72.10%               | 2022 |
| Eslovaquia                     | 15%                  | 2022 |
| Eslovenia                      | 14%                  | 2022 |
| España                         | 15.30%               | 2022 |
| Estados Unidos                 | 6.30%                | 2022 |
| Estonia                        | 10.50%               | 2022 |
| Eswatini                       | 35.80%               | 2022 |
| Etiopía                        | 85.20%               | 2022 |
| Filipinas                      | 36.10%               | 2022 |
| Finlandia                      | 13.90%               | 2022 |
| Fiyi                           | 31.50%               | 2022 |
| Francia                        | 13.10%               | 2022 |
| Gabón                          | 33.70%               | 2022 |
| Gambia                         | 74.90%               | 2022 |
| Georgia                        | 48.90%               | 2022 |
| Ghana                          | 75.10%               | 2022 |
| Gibraltar                      | N/A                  | 2022 |
| Granada                        | N/A                  | 2022 |
| Grecia                         | 37.10%               | 2022 |
| Groenlandia                    | N/A                  | 2022 |
| Guam                           | 12.40%               | 2022 |
| Guatemala                      | 43.90%               | 2022 |
| Guinea                         | 81.80%               | 2022 |
| Guinea Ecuatorial              | 86.60%               | 2022 |
| Guinea-Bissau                  | 69.40%               | 2022 |
| Guyana                         | 34.40%               | 2022 |
| Haití                          | 74.60%               | 2022 |
| Honduras                       | 45.90%               | 2022 |
| Hong Kong RAE, China           | 8.50%                | 2022 |
| Hungría                        | 12.70%               | 2022 |
| India                          | 76.90%               | 2022 |
| Indonesia                      | 53.40%               | 2022 |
| Irán                           | 42.50%               | 2022 |
| Iraq                           | 31.10%               | 2022 |
| Irlanda                        | 14%                  | 2022 |
| Isla de Man                    | N/A                  | 2022 |
| Islandia                       | 13.70%               | 2022 |
| Islas Caimán                   | N/A                  | 2022 |
| Islas del Canal                | 15.10%               | 2022 |
| Islas Feroe                    | N/A                  | 2022 |
| Islas Marianas del Norte       | N/A                  | 2022 |
| Islas Marshall                 | N/A                  | 2022 |
| Islas Salomón                  | 64.70%               | 2022 |
| Islas Turcas y Caicos          | N/A                  | 2022 |
| Islas Vírgenes (EE. UU.)       | 10%                  | 2022 |
| Islas Vírgenes Británicas      | N/A                  | 2022 |
| Israel                         | 11.40%               | 2022 |
| Italia                         | 21.50%               | 2022 |
| Jamaica                        | 38.20%               | 2022 |
| Japón                          | 9.70%                | 2022 |
| Jordania                       | 11.70%               | 2022 |
| Kazajistán                     | 25.60%               | 2022 |
| Kenia                          | 61.40%               | 2022 |
| Kirguistán                     | 33.10%               | 2022 |
| Kiribati                       | N/A                  | 2022 |
| Kosovo                         | N/A                  | 2022 |
| Kuwait                         | 2.10%                | 2022 |
| Laos                           | 78.90%               | 2022 |
| Lesoto                         | 38.90%               | 2022 |
| Letonia                        | 13.40%               | 2022 |
| Líbano                         | 29.80%               | 2022 |
| Liberia                        | 78.60%               | 2022 |
| Libia                          | 14.80%               | 2022 |
| Liechtenstein                  | N/A                  | 2022 |
| Lituania                       | 12.20%               | 2022 |
| Luxemburgo                     | 10.70%               | 2022 |
| Macao RAE, China               | 6.60%                | 2022 |
| Macedonia del Norte            | 16.50%               | 2022 |
| Madagascar                     | 88.80%               | 2022 |
| Malasia                        | 24.70%               | 2022 |
| Malawi                         | 61.40%               | 2022 |
| Maldivas                       | 22.20%               | 2022 |
| Malí                           | 85.40%               | 2022 |
| Malta                          | 15.10%               | 2022 |
| Marruecos                      | 48.20%               | 2022 |
| Mauricio                       | 17.80%               | 2022 |
| Mauritania                     | 73%                  | 2022 |
| México                         | 31.80%               | 2022 |
| Micronesia                     | N/A                  | 2022 |
| Moldavia                       | 59.10%               | 2022 |
| Mónaco                         | N/A                  | 2022 |
| Mongolia                       | 42.30%               | 2022 |
| Montenegro                     | 21.10%               | 2022 |
| Mozambique                     | 84.80%               | 2022 |
| Myanmar                        | 64.50%               | 2022 |
| Namibia                        | 39%                  | 2022 |
| Nauru                          | N/A                  | 2022 |
| Nepal                          | 78.50%               | 2022 |
| Nicaragua                      | 42.90%               | 2022 |
| Níger                          | 94%                  | 2022 |
| Nigeria                        | 85.90%               | 2022 |
| Noruega                        | 4.60%                | 2022 |
| Nueva Caledonia                | 16.90%               | 2022 |
| Nueva Caledonia                | 23.10%               | 2022 |
| Omán                           | 4.40%                | 2022 |
| Países Bajos                   | 16.40%               | 2022 |
| Pakistán                       | 57.90%               | 2022 |
| Palaos                         | N/A                  | 2022 |
| Panamá                         | 44.30%               | 2022 |
| Papúa Nueva Guinea             | 78.10%               | 2022 |
| Paraguay                       | 42.20%               | 2022 |
| Perú                           | 51.90%               | 2022 |
| Polinesia Francesa             | 19.20%               | 2022 |
| Polonia                        | 19.90%               | 2022 |
| Portugal                       | 15.20%               | 2022 |
| Puerto Rico                    | 16.80%               | 2022 |
| Catar                          | 0.40%                | 2022 |
| Reino Unido                    | 15.70%               | 2022 |
| República Centroafricana       | 93.30%               | 2022 |
| República Dominicana           | 43.60%               | 2022 |
| Ruanda                         | 64%                  | 2022 |
| Rumanía                        | 23.20%               | 2022 |
| Rusia                          | 6.60%                | 2022 |
| Samoa                          | 35.20%               | 2022 |
| Samoa Americana                | N/A                  | 2022 |
| San Cristóbal y Nieves         | N/A                  | 2022 |
| San Marino                     | N/A                  | 2022 |
| San Martín (parte francesa)    | N/A                  | 2022 |
| San Martín (parte neerlandesa) | N/A                  | 2022 |
| San Vicente y las Granadinas   | 26.60%               | 2022 |
| Santa Lucía                    | 28.80%               | 2022 |
| Santo Tomé y Príncipe          | 56.70%               | 2022 |
| Santo Tomé y Príncipe          | 6.40%                | 2022 |
| Senegal                        | 64.40%               | 2022 |
| Serbia                         | 26.90%               | 2022 |
| Seychelles                     | N/A                  | 2022 |
| Sierra Leona                   | 89.20%               | 2022 |
| Singapur                       | 13.60%               | 2022 |
| Siria                          | 36.70%               | 2022 |
| Somalia                        | 51.20%               | 2022 |
| Sri Lanka                      | 42.20%               | 2022 |
| Sudáfrica                      | 29%                  | 2022 |
| Sudán                          | 59.70%               | 2022 |
| Sudán del Sur                  | 88.90%               | 2022 |
| Suecia                         | 10.50%               | 2022 |
| Suiza                          | 16.40%               | 2022 |
| Surinam                        | 22.70%               | 2022 |
| Tailandia                      | 52%                  | 2022 |
| Tanzania                       | 85.60%               | 2022 |
| Tayikistán                     | 27.20%               | 2022 |
| Timor Oriental                 | 66.80%               | 2022 |
| Togo                           | 75%                  | 2022 |
| Tonga                          | 51.40%               | 2022 |
| Trinidad y Tobago              | 24.50%               | 2022 |
| Túnez                          | 25.40%               | 2022 |
| Turkmenistán                   | 32%                  | 2022 |
| Turquía                        | 29.70%               | 2022 |
| Tuvalu                         | N/A                  | 2022 |
| Ucrania                        | 17.60%               | 2021 |
| Uganda                         | 81.20%               | 2022 |
| Uruguay                        | 6.30%                | 2022 |
| Uruguay                        | 28.40%               | 2022 |
| Uzbekistán                     | 46.20%               | 2022 |
| Vanuatu                        | 60.20%               | 2022 |
| Venezuela                      | 40.10%               | 2022 |
| Vietnam                        | 53.80%               | 2022 |
| Yemen                          | 54.50%               | 2022 |
| Yibuti                         | 52.90%               | 2022 |
| Zambia                         | 73%                  | 2022 |
| Zimbabue                       | 63.50%               | 2022 |